# 増田村 (山梨県)
増田村（ますだむら）は、かつて山梨県東八代郡にあった村。現在の笛吹市八代町大間田・八代町増利にあたる。

## 地理
- 河川：笛吹川

## 沿革
- 1875年（明治7年）12月 - 八代郡大間田村・増利村が合併して増田村となる。
- 1878年（明治11年）7月22日 - 郡区町村編制法の施行により、増田村が東八代郡の所属となる。
- 1889年（明治22年）7月1日 - 町村制の施行により、増田村が単独で自治体を形成。
- 1941年（昭和16年）4月1日 - 南八代村・北八代村・高家村・岡村と合併して八代村が発足。同日増田村廃止。

## 交通

### 道路
現在は旧村域を中央自動車道が通過するが、当時は未開通。